# Dani Futuro
Dani Futuro es una serie de historieta de ciencia ficción desarrollada desde 1969 a 1975 por el guionista Víctor Mora y el dibujante Carlos Giménez. En palabras de Ludolfo Paramio, con esta obra se convierte en "el número uno de nuestros dibujantes comerciales, en el sentido plenamente positivo del término".

## Trayectoria editorial
La serie fue creada para la revista española Gaceta Junior, a finales de 1969 se publica ¡Looocura musical! una historia corta de 4 páginas en el Almanaque 1970 de la revista, en el n.º 75 el (19 de marzo de 1970) se publica la primera aventura, Mundo perdido, mundo ganado, en la que se sentaban las bases argumentales de la serie, y en octubre cesa su publicación quedando suspendida. Cuando se solventaron los problemas legales, la serie fue reanudada en 1972 para la revista belga Tintin. En el intervalo, los autores habían creado lo que ahora se denominaría spin off, es decir, una serie derivada: "Iris de Andrómeda".
Se recopiló también en el seno de la "Colección Grandes Aventuras Juveniles" (1971), que compartía con otras series de grafismo realista de editorial Bruguera: Astroman, Aventura en el fondo del mar, El Corsario de Hierro, Roldán sin Miedo, El Sheriff King y Supernova.
En 2019 se publicó Punto Final, álbum en que se retomaban las aventuras Dani Futuro y Gringo, con dos relatos independientes mucho más amargas que las dibujadas en los años en las que aparecieron.

## Valoración
Esta serie se considera la primera de importancia de Giménez por varios motivos:
- El adecuado uso del "fundido, el flash-back, el montaje encadenado y otros efectos narrativos".[3] Se destaca, por ejemplo, el uso en una sola plancha, la 14 de la historieta "Cuando el monstruo ataca", de un montaje secuencia doble, dos montajes analíticos contrapuestos y un montaje alternante.[1]
- El uso del color con fines expresivos, no convencionales.
- La introducción, en los últimos capítulos de la serie, de "algunos planteamientos socio-políticos, aunque desde un punto de vista muy suavizado y sin matizar excesivamente las situaciones".[3]

A esto hay que sumar la riqueza poco común de las planchas, gracias a "los efectos de decoración floral y las continuas bromas privadas de Carlos".